# Семейство Мисы
Семейство Мисы — небольшое семейство астероидов, расположенное в главном поясе. Семейство названо в честь первого астероида, классифицированного в эту группу — (569) Миса.

## Крупнейшие астероиды этого семейства
| Имя        | Диаметр  | Большая полуось | Наклонение орбиты | Эксцентриситет орбиты | Год открытия |
| ---------- | -------- | --------------- | ----------------- | --------------------- | ------------ |
| (569) Миса | 72,95 км | 2,657 а. е.     | 1,296 °           | 0,183                 | 1905         |